# GLOBSEC
GLOBSEC — позапартійна неурядова організація, що базується у Братиславі, Словаччина. Одним із головних її заходів є щорічний Братиславський форум глобальної безпеки GLOBSEC, який існує з 2005 року.

## Братиславський форум Глобальної безпеки
З моменту свого заснування форум проводиться щороку в Братиславі, увійшовши до п'ятірки найкращих конференцій з безпеки. Основними темами є глобальна безпека, трансатлантичне співробітництво та міжнародні відносини. За свою історію GLOBSEC приймав таких видатних діячів, як Папа Римський Франциск, Девід Кемерон, Мадлен Олбрайт, Андерс Фог Расмуссен, Урсула фон дер Ляєн, Майкл Чертофф, Джон Маккейн, Збігнєв Бжезінський та багато інших.

## Історія
Організація GLOBSEC спирається на традиції Словацької Атлантичної Комісії (Slovenská atlantická komisia, SAC), заснованої в 1993 році групою словацьких дипломатів. Метою SAC було сприяти інтеграції Словаччини в НАТО та Європейський Союз. Ці цілі були досягнуті в 2004 році, а через рік до SAC приєдналася група студентів з Університету Матея Бела, що у Банській Бистриці, Словаччина. У 2005 році ця група на чолі з майбутнім президентом GLOBSEC Робертом Вассом заснувала щорічний Братиславський форум глобальної безпеки GLOBSEC.

## Центральноєвропейська стратегічна рада
Словацька Атлантична комісія поступово розширила сферу діяльності та створила дві сестринські організації — аналітичний центр під назвою «Інститут центральноєвропейської політики» (Central European Policy Institute, CEPI) та Центр європейських справ (Center for European Affairs, CEA). У 2013 році було засновано Татранський саміт — щорічну конференцію з європейських справ та економіки. Згодом ця мережа організацій була об'єднана під головною організацією під назвою Рада центральноєвропейської стратегії. Посол Растислав Качер прийняв обов'язки її почесного голови, а Роберт Васс — генерального директора і виконавчого віце-президента.

## GLOBSEC як організація
У 2016 році на 11-му щорічному форумі GLOBSEC Роберт Васс оголосив, що вся мережа, відома як Центральноєвропейська стратегічна рада, буде перейменована в GLOBSEC, одночасно розширюючи свою діяльність для досягнення більшого охоплення. Таким чином, аналітичний центр CEPI перетворився на GLOBSEC Policy Institute, розширивши область своїх досліджень. Діяльність Інституту організована навколо чотирьох основних програм:
- Безпека і оборона
- Енергія
- Майбутнє Європи
- Європейське сусідство

## Партнерство
GLOBSEC співпрацює з Національним фондом підтримки демократії,   Інститутом Брукінгс
і Атлантичною радою.

## Діяльність
- Братиславський форум глобальної безпеки GLOBSEC
- Інститут політики GLOBSEC — аналітичний центр, який проводить дослідження, публікує опитування, аналізи, аналітичні документи та рекомендації.
- Форум молодих лідерів GLOBSEC (GLOBSEC Young Leaders’ Forum, GYLF). Форум проводиться щорічно паралельно з головним форумом GLOBSEC, збирає десятки молодих людей з багатьох країн, щоб надати їм можливість дізнатися про формування політики і дипломатію та поспілкуватися з учасниками GLOBSEC[22].
- Татранський саміт (Tatra Summit) — щорічний форум з європейських справ[23][24].
- Центральноєвропейський стратегічний форум Шато Бела (Château Béla Central European Strategic Forum) — щорічний форум, що проводиться відповідно до «правила Chatham House».
- Академічний центр GLOBSEC (GLOBSEC Academy Centre). Офіційно заснований 26 квітня 2016 року спільний проект GLOBSEC та Університету Матея Бела, спрямований на навчання наступного покоління експертів та аналітиків з глобальної безпеки та зовнішніх справ[25].
- Трансатлантична премія Чехії та Словаччини (Czech and Slovak Transatlantic Award, CSTA) — спільний проєкт GLOBSEC і чеської недержавної організації Jagello 2000. З 2012 року Премія щорічно відзначає особистостей, які зробили значний внесок у якість трансатлантичних відносин.